# Wicher (Schiff)
ORP Wicher war ein Zerstörer der polnischen Marine im Zweiten Weltkrieg.
Die Wicher wurde zwischen 1927 und 1930 in Frankreich gebaut und war das Typschiff der gleichnamigen Wicher-Klasse.
Das Kriegsschiff wurde gleich zu Beginn des Krieges am 3. September in der Danziger Bucht von deutschen Flugzeugen versenkt.

## Vorgeschichte und Bau
Das Schiff wurde von der Werft Chantiers Naval Francais in Caen ab 1927 infolge eines Gegengeschäftes gebaut. Die polnische Regierung brauchte einen französischen Kredit, den sie nur erhalten sollte, wenn sie im Gegenzug der Werft einen Rüstungsauftrag erteilt. Deshalb wurden die ursprünglichen Planungen zum Bau von neun U-Booten auf die drei Boote der Wilk-Klasse gekürzt und dafür zwei Zerstörer beauftragt.
Der Bau dauerte vier Jahre, zwei Jahre mehr, als ursprünglich geplant waren. Die Dampfturbinen wurden von Ateliers et Chantiers de la Loire in Saint-Nazaire gebaut, während die Bewaffnung vom französischen Marine-Arsenal in Cherbourg bereitgestellt wurde. Obwohl der Zerstörer schon am 10. Juli 1928 vom Stapel lief, dauerte es noch zwei Jahre, bis die polnische Marine das Schiff am 8. Juli 1930 im Hafen von Cherbourg unter dem Namen Wicher in Dienst stellte. Der Name bedeutet „Starkwind“ und geht auf die französische Tradition zurück, Kriegsschiffe nach Wetterphänomenen zu benennen. Eine Woche nach Indienststellung erreichte die Wicher ihren Heimathafen Gdingen und war der erste moderne Neubau der jungen polnischen Marine.
Das Schwesterschiff Burza wurde, obzwar im selben Jahr auf Kiel gelegt, erst zwei Jahre später in Dienst gestellt.
Die Baukosten für die beiden Zerstörer betrugen 22 Mio. Złoty.

## Einsatzgeschichte

### Einsatz bis 1939
In den 1930ern diente die Wicher in verschiedenen Rollen, hauptsächlich politischen Zwecken, um die polnische Seemacht zu demonstrieren.
Im März 1932 fuhr die Wicher nach Madeira, um Marschall Józef Piłsudski und seine Familie von dort abzuholen. Das war die weiteste Reise des Zerstörers.
Die Wicher wurde am 15. Juni 1932 gemeinsam mit zwei britischen Zerstörern in den Hafen von Danzig entsandt. Die Drohgebärde sollte den polnischen Anspruch auf politischen Einfluss in der vom Völkerbund verwalteten Freien Stadt bekräftigen.
Im August desselben Jahres erfolgte eine Visite in Stockholm. 1934 wurden Kopenhagen und Leningrad besucht, 1935 Kiel, Helsinki und Reval.
Während der Dienstzeit wurde festgestellt, dass u. a. die Luftabwehrbewaffnung unzureichend ist, weshalb es im Herbst 1935 zu einigen Umbaumaßnahmen und Modernisierungen kam. Es wurden vier schwere 13,2-mm-Hotchkiss-Maschinengewehre in zwei Doppellafetten montiert. (→ Bewaffnung der Wicher)
1937 diente die Wicher als Schulschiff und besuchte Pärnu, Narva, Wyborg, Turku, Mariehamn, Nexø, Skagen, Assens, Helsingør, Reval und Riga.
Als es im März 1939 zur Memel-Krise kam, wurden die Wicher und andere Einheiten für eine Woche in Alarmbereitschaft versetzt.

### Kampfeinsatz

#### Kräfteverhältnis zu Beginn des Krieges
|                         | Kriegsmarine | Polnische Marine |
| ----------------------- | ------------ | ---------------- |
| Schlacht-/Linienschiffe | 2            | 0                |
| Leichte Kreuzer         | 3            | 0                |
| Zerstörer               | 10           | 1                |
| Minensuchboote          | 30           | 6                |
| U-Boote                 | 10           | 5                |

Im Laufe des Jahres 1939 wurde entschieden, im Falle eines Krieges mit Deutschland die großen polnischen Überwasser-Einheiten nach Großbritannien zu retten. Dieser als Operation Peking bezeichnete Plan betraf die drei Zerstörer Burza, Błyskawica und Grom, die schon am 29. August ausgelaufen waren und sich nach Großbritannien retten konnten.
Die einzigen größeren Überwassereinheiten, die vor der polnischen Küste verblieben, waren die Wicher und der schwere Minenleger Gryf. Zu Kriegsbeginn am 1. September 1939 war die deutsche Kriegsmarine der polnischen haushoch überlegen. (→ Kräfteverhältnis zu Beginn des Krieges) Die Überlegenheit der deutschen Luftwaffe war noch wesentlich erdrückender.

#### Seegefecht in der Danziger Bucht

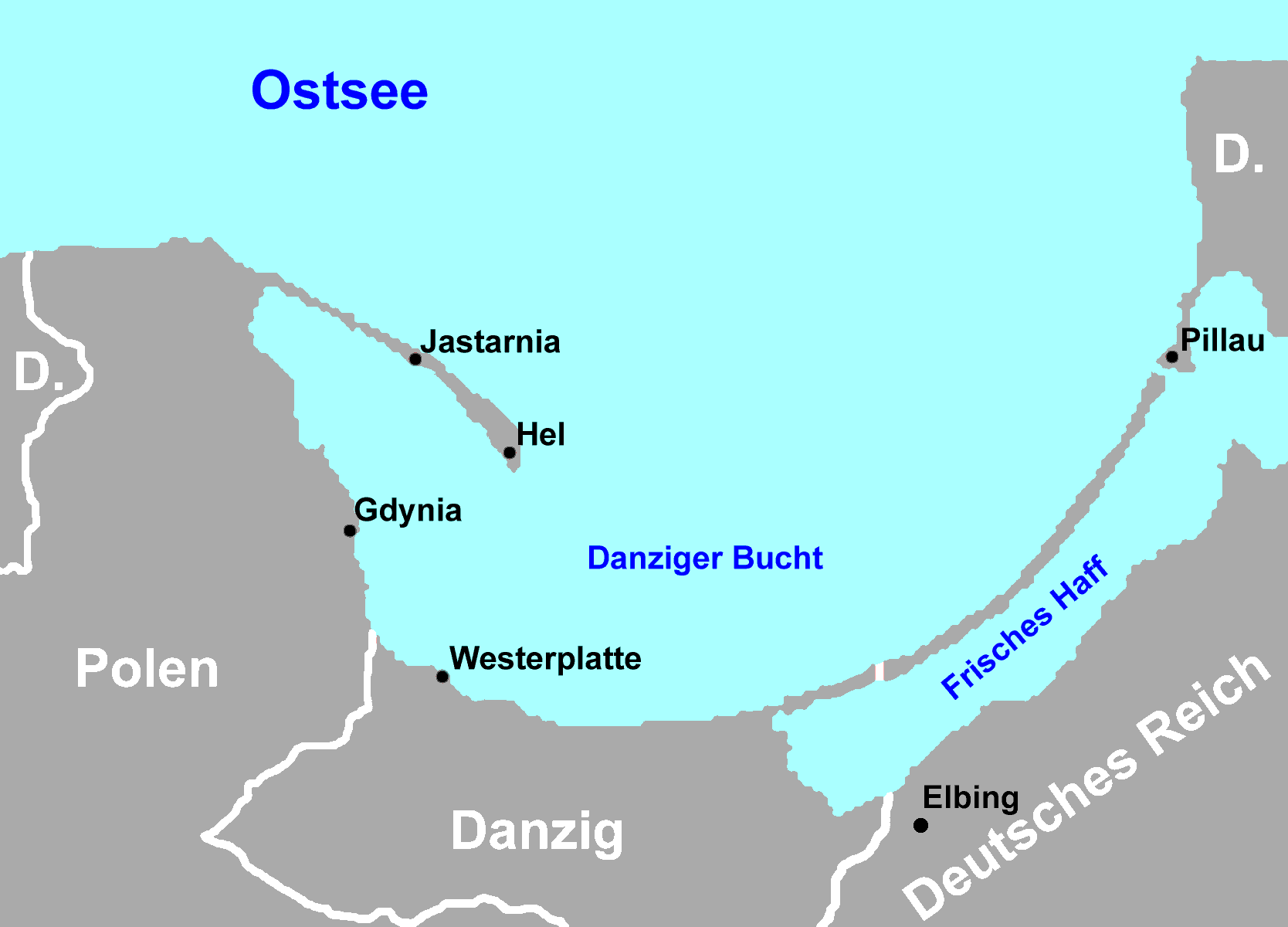
Bei Kriegsbeginn war Danzig de facto unter deutscher Kontrolle. Im Osten grenzt die Danziger Bucht an die Frische Nehrung, die großteils zum deutschen Ostpreußen gehörte.
Der Zweite Weltkrieg begann am 1. September 1939 mit der Beschießung der Westerplatte durch das deutsche Linienschiff Schleswig-Holstein.

Am 1. September erhielt die Wicher den Auftrag, den schweren Minenleger Gryf und diverse kleinere Einheiten bei der Operation Rurka zu eskortieren. Ziel der Aktion war, die Zugänge zur Danziger Bucht, insbesondere in Richtung des deutschen Flottenstützpunktes Pillau zu verminen. Nachdem Gryf Seeminen von einem Depotschiff übernommen hatte, hielt die kleine Flotte weiter auf den Stützpunkt in Hela zu. Während der Überfahrt wurden sie von 33 Sturzkampfbombern vom Typ Ju 87 B des Lehrgeschwaders 1 angegriffen. Die Gryf wurde leicht beschädigt und der Kommandant getötet. Einige Stukas wurden ebenfalls getroffen und leicht beschädigt. Auch die Wicher wurde durch indirekte Treffer beschädigt. 18.45 Uhr lief die Flottille im Hafen von Hela ein.
Die Wicher verließ den Hafen wieder, um in das geplante Operationsgebiet zu laufen, wo sie gegen 22.00 Uhr eintraf. Die Operation Rurka war inzwischen abgebrochen worden, was dem Kommandanten der Wicher, Stefan de Walden, aber nicht bekannt war. Nach dem Eintreffen im Operationsgebiet wurden zwei deutsche Zerstörer gesichtet. Wahrscheinlich handelte es sich um die Richard Beitzen und die Georg Thiele. Obwohl die Bedingungen für einen Artillerie- oder Torpedoangriff mit einem Abstand von 4.500 m ideal waren, unterließ de Walden einen Angriff, da seine Befehle dies eindeutig verboten. Er sollte nur angreifen, wenn der Feind die Gryf entdeckt. Die verblieb aber in Hela, und über den Abbruch der Operation, der diese Befehle sinnlos machte, war er nicht informiert worden. Kurze Zeit danach wurde erneut ein deutsches Schiff aufgeklärt und auch diesmal ein Angriff unterlassen. Das Schiff wurde als Kreuzer identifiziert, was aber nicht stimmen kann, da die deutschen Kreuzer sich in anderen Seegebieten aufhielten. Wahrscheinlich war es ebenfalls ein Zerstörer.

#### Verteidigung von Hela
Am Morgen des 3. September trafen die unter dem Kommando von Konteradmiral Günther Lütjens stehenden deutschen Zerstörer Leberecht Maass und Wolfgang Zenker vor Hela ein und eröffneten gegen 7.00 Uhr das Feuer.
Mit Unterstützung einer Küstenbatterie von vier Geschützen des Kalibers 15,2 cm antworteten Wicher und Gryf kurz danach. Die Gryf wurde zweimal getroffen, konnte aber der Leberecht Maass schwere Beschädigungen beibringen. Die ebenfalls beschädigte Wolfgang Zenker legte einen Rauchvorhang, und beide Schiffe zogen sich aus dem Kampfgebiet zurück.
Nachdem der Seeangriff zurückgewiesen wurde, griffen später in vier Wellen deutsche Kampfflugzeuge und Sturzkampfflugzeuge der I. und II. Gruppe des Sturzkampfgeschwaders 2, der IV. Gruppe des Lehrgeschwaders 1, des Kampfgeschwaders 1, der 3. Staffel der Kü.Fl.Gr. 706 und die 4. Staffel der Trägergruppe 186 an. Die Wicher erhielt gegen 15.00 Uhr vier Volltreffer von zwei 250-kg- und zwei 50-kg-Bomben und sank. Ein Seemann wurde getötet, 22 verwundet. Am selben Tag wurde auch die Gryf von Stukas versenkt.

## Verbleib des Wracks
Nach Ende der Kämpfe bargen die Deutschen das Wrack und schleppten es in seichteres Wasser. Einige Quellen behaupten, die Kriegsmarine hätte geplant, das Schiff zu heben und unter dem Namen Seerose in Dienst zu stellen. Nach Kriegsende wurde das Wrack 1946 erneut gehoben und aus dem Hafengebiet entfernt. Bis 1955 diente es als Übungsziel für Luftangriffe und wurde 1963 teilweise verschrottet. Über 25 % des Rumpfes sind bis heute erhalten. Die heutige Position des Wracks ist 54° 36′ N, 18° 46′ O.